# Monsieur Papa (film 2011)
Monsieur Papa è un film francese del 2011 diretto da Kad Merad e interpretato dallo stesso Kad Merad e da Michèle Laroque.